# Florin Cioabă
Florin Tănase Cioabă (17 de novembre 1954 – 18 d'agost 2013) fou un sacerdot pentecostal romaní romanès i autoproclamat "Rei dels Roma a tot arreu". Va morir als 58 anys, el 18 agost 2013, d'un infart a la Universitat d'Akdeniz (Antalya, Turquia). Fou succeït com a "rei" pel seu fill Dorin Cioabă.